# Naroda
Naroda är en ort i Indien.   Den ligger i distriktet Ahmadābād och delstaten Gujarat, i den västra delen av landet, 800 km sydväst om huvudstaden New Delhi. Naroda ligger 57 meter över havet och antalet invånare är 5 366.
Terrängen runt Naroda är mycket platt. Runt Naroda är det tätbefolkat, med 411 invånare per kvadratkilometer. Närmaste större samhälle är Ahmedabad, 8,7 km sydväst om Naroda. Trakten runt Naroda består till största delen av jordbruksmark.